# NGC 7080
NGC 7080 је спирална галаксија у сазвежђу Лисица која се налази на NGC листи објеката дубоког неба.
Деклинација објекта је + 26° 43' 6" а ректасцензија 21h 30m 1,9s. Привидна величина (магнитуда) објекта NGC 7080 износи 12,4 а фотографска магнитуда 13,2. NGC 7080 је још познат и под ознакама UGC 11756, MCG 4-50-12, CGCG 471-11, NPM1G +26.0474, IRAS 21278+2629, PGC 66861.